# ジャン・ガレアッツォ・ヴィスコンティ
ジャン・ガレアッツォ・ヴィスコンティ（Gian Galeazzo Visconti, 1351年10月16日 - 1402年9月3日）は、初代ミラノ公（在位：1395年 - 1402年）。
ガレアッツォ・ヴィスコンティ2世とビアンカ・ディ・サヴォイアとの間に生まれた。1395年にミラノ公となり、息子は後を継いだジョヴァンニ・マリーア・ヴィスコンティとフィリッポ・マリーア・ヴィスコンティなどがいた。

## 生涯
1378年、父の死によりミラノ公国の西半分の所領を受け継いだ。東半分はこのとき父の弟ベルナボが継ぐこととなったが、彼は支配領で専横を繰り広げたため、1385年にジャンによって幽閉・暗殺され、ジャンは正式にミラノを全て引き継ぐこととなった。
以後はロンバルディア地方への勢力拡大に乗り出した。そして1387年にはヴェローナ、1399年にはピサ・シエナそして1402年にはボローニャを相次いで征服したのである。さらに、家格を高めるため、豊富な資金を当時のドイツ王ヴェンツェルに献上して、引き換えに帝国諸侯の身分を買い取った。1395年にはミラノ公・パヴィア伯に任じられ、正式にミラノ公国を成立させた。
ジャンの治世は軍事を重点に置いたため、軍費による多大な出費などから圧政を敷かざるを得なかったが、ミラノは当時、死の病と呼ばれたペストの被害が極度に少なく、またジャン自身が文芸保護を推進し、ミラノ大聖堂を建築するなどの文化面の発展に尽くしたため、彼の治世の下でミラノは大いに発展することとなったのである。
しかし、ロンバルディアをほぼ征服した中で唯一、フィレンツェとは2度の戦いに敗れ、同地だけはどうしても支配できなかった。このため、ジャンは1402年に3度目の遠征を計画したが、その遠征前にペストにかかって急死した。
ジャンの征服事業の多くが成功した背景には、彼が傭兵を金で雇って兵農分離を行なっていたからである。つまり、彼は当時では開明的で先進的な独裁君主であった。また野心家でもあり、「カエサルの再来」を自認したジャンは、フィレンツェ征服後にイタリア王位に即位しようと、即位に備えて王冠と錫を用意していたといわれているほどである。

## 家族
1360年にフランス王ジャン2世の娘イザベル（1348年 - 1372年）と結婚し、以下の子をもうけた。
- 女子（1366年 - 1380年以前）
- ジャン・ガレアッツォ（1367年 - 1376年）
- アッツォーネ（1368年 - 1381年）
- 女子（1369年 - 1380年以前）
- ヴァレンティーナ（1371年 - 1408年） - 1389年、オルレアン公ルイと結婚
- カルロ（1373年 - 1374年）

1380年に伯父のベルナボ・ヴィスコンティの娘カテリーナ（1360年 - 1404年）と結婚し、以下の子をもうけた。
- ジョヴァンニ・マリーア（1388年 - 1412年） - 2代目ミラノ公
- フィリッポ・マリーア（1392年 - 1447年） - 3代目ミラノ公

他に庶子がいる。
- - ビアンカ・マリーア・ヴィスコンティ - フィリッポ・マリーアの庶子。スフォルツァ家初代ミラノ公フランチェスコ・スフォルツァの妻。